# Antonio Chiaramonte Bordonaro
Antonio Chiaramonte Bordonaro (Palermo, 26 febbraio 1877 – Londra, 8 giugno 1932) è stato un diplomatico italiano, Segretario generale del Ministero degli Esteri nel 1926-1927.

## Biografia
Antonio Chiaramonte Bordonaro nacque da una nobile famiglia siciliana, proprietaria del Castello di Falconara, sul golfo di Gela, nel territorio del comune di Butera. Si laureò nel 1898 a Firenze nella facoltà di scienze politiche Cesare Alfieri e, l'anno dopo, entrò nella carriera diplomatica. Fu giovane amante di donna Franca Florio.
Nel 1900 fu destinato a Trieste, poi a Budapest, Berna e San Pietroburgo. Nel 1913 fu inviato a Berlino come segretario di legazione e, nel 1914, fu promosso consigliere d'ambasciata. Il 4 gennaio 1920, con il grado di inviato straordinario e ministro plenipotenziario, Chiaramonte Bordonaro fu destinato a Praga, quale rappresentante italiano presso la Cecoslovacchia, fino al 1924 e poi alla legazione di Vienna, fino al 1926, in entrambi i casi con funzioni di ambasciatore.
Il 6 aprile 1926, a seguito delle dimissioni dall'incarico di Salvatore Contarini, Chiaramonte Bordonaro fu nominato Segretario generale del Ministero degli Affari Esteri, l'incarico più importante della diplomazia italiana. Mantenne la carica per soli dieci mesi, sino a quando fu soppressa dal fascismo. Il 6 febbraio 1927, Bordonaro fu nominato ambasciatore a Londra e morì in carica l'8 giugno 1932.